# House of the Epiphany
Das House of the Epiphany (dt.: „Haus der Erscheinung des Herrn“) ist eine anglikanische Bildungseinrichtung in Kuching, Malaysia. Die Hochschule bietet die theologische Ausbildung für angehende Geistliche. Sie wurde 1952 gegründet. Vor ihrer Eröffnung gab es in der heutigen Diözese Kuching eine Reihe kurzlebiger theologischer Hochschulen.

## Vorgänger

### College of the Holy Way
Das erste theologische College in der damaligen Diözese Labuan wurde 1921 als „College of the Holy Way“ („Divinity College“) in Kudat gegründet. Rektor von 1921 bis 1928 war Reverend Ernest Parry. Fünf chinesische Kandidaten wurden auf die Ordination vorbereitet (als Diakone 1927 und als Priester 1928): Rev. Lim Siong Teck (der später 1945 unter den Japanern den Märtyrertod starb), Rev. Vun Nen Vun, Rev. Chong Paul En Siong, Rev. Lai Choon Sang, und Rev. Chin Phu Yin. Das College wurde 1930 geschlossen.

### School of the Holy Spirit
Die zweite theologische Schule in der Diözese Labuan wurde 1925 von Reverend Wilfrid Linton gegründet. Linton eröffnete die School of the Holy Spirit (Schule des Heiligen Geistes) in Betong für indigene Kandidaten. Matius Senang und Thomas Buda wurden 1926 als Priester ordiniert und Laurence Angking 1932. Lintons Gesundheit zerbrach und die Schule wurde wieder geschlossen.

### Ordination Test School
Fünf Mitglieder der Community of the Resurrection aus Mirfield kamen 1933 nach Kuching: Fr. Edward Oswald Philipps, Wilfred Percy Brightwen Shelley, Thomas Andrew Hamish Blair (Später Principal des College of the Resurrection) und Richard Law Wrathall. Im folgenden Jahr wurde die Ordination Test School in Kuching mit sechs Kandidaten eröffnet, von denen Hope Hugh, Lim Yong Chua, Martin Nanang und Ng Thau Sin 1936 zu Diakonen und 1937 zu Priestern ordiniert wurden. 1937 verließ das letzte Mitglied der Community of Ressurection Kuching und die Schule wurde geschlossen.

### House of the Epiphany
Reverend Peter Howes wurde 1952 von Taee nach Kuching zurückgerufen und vom neu ernannten Bischof Nigel Cornwall damit beauftragt, ein theologisches College für einheimische Kandidaten zu eröffnen. Zehn Studenten schlossen sich an und anfangs war das Bishop’s House Unterrichtsort. Das College-Gebäude wurde erbaut und am Erscheinungsfest (Feast of the Epiphany) 1953 eingeweiht. Daher wurde es „House of the Epiphany“ benannt. Sechs Studenten wurden 1955 zu Diakonen und 1956 zu Priestern geweiht: Edmund Paleng, James Gunyau, Peter Radin, Arnold Puntang, Ambrose Dunggat und Alfred Chabu (später Archidiakon von Brunei und Nord-Sarawak). Das College wurde jedoch bis 1971 wieder geschlossen.
Das House of the Epiphany wurde 1971 wiedereröffnet (mit Howes als Principal und Reverend Alex Reid als Warden). 1987 kam es zu Reformen, und das College schloss sich dem Australian College of Theology an und bot das Diploma in Ministry.
1992 erhielt es seine Unabhängigkeit mit der Einführung des Bishop’s Certificate of Ministry zurück.
Seit 2019 wurde ein neues Gebäude errichtet, welches 2022 eingeweiht werden sollte.

## Wardens
- Peter Howes, 1952–56.[24]
- William Alexander (Alex) Reid, 1971–76.[13][25]
- Robert Anthony (Tony) Perry, 1976–79.[13][26]
- Canon John Francis Edge, 1979–87.[13][27]
- Fred Cooke, 1987–90.[13]
- David Arthur Edwards, 1990–1992[21][13][28]
- Aeries Sumping Jingan, 1992–?[21][13]
- Bolly Lapok, 1999–?
- Michael Spencer Woods, 2009–2017
- Alfred Damu, c 2020